# Дошло време
Дошло време је седми студијски албум Недељка Бајића Баје издат 2002. године за Голд мјузик. На албуму се налази велики хит Драгана. Пратеће вокале певале су Снежана Ђуришић, Маја Николић, Цеца Славковић,  а на неким песмама је кларинет свирао Божидар Боки Милошевић. Аутор музике и текстова за овај албум је сам певач.

## Списак песама
Аутор(и) свих текстова и песама: Недељко Бајић Баја. 
| №   | Назив                     | Трајање |  |
| 1.  | Драгана                   | 3:14    |  |
| 2.  | Црна коса, очи плаве      | 3:04    |  |
| 3.  | После тебе                | 3:31    |  |
| 4.  | Зато што сам тебе волео   | 3:32    |  |
| 5.  | Из живота нестала си тихо | 4:03    |  |
| 6.  | Шта ме брига              | 2:51    |  |
| 7.  | Дошло време (Венчање)     | 3:38    |  |
| 8.  | Фантазија                 | 3.55    |  |
| 9.  | Лаку ноћ девојчице        | 3:26    |  |
| 10. | Сви ме клели              | 3:15    |  |
| 11. | После тебе (инструментал) | 3:31    |  |